# Vicoforte
Vicoforte é uma comuna italiana da região do Piemonte, província de Cuneo, com cerca de 3.020 habitantes. Estende-se por uma área de 25 km², tendo uma densidade populacional de 121 hab/km². Faz fronteira com Briaglia, Monastero di Vasco, Mondovì, Montaldo di Mondovì, Niella Tanaro, San Michele Mondovì, Torre Mondovì.
É conhecido principalmente pelo Santuário di Vicoforte, construído entre 1596 e 1733 para homenagear a Virgem Maria.

## Demografia
| Variação demográfica do município entre 1861 e 2011                               |
|                                                                                   |
| Fonte: Istituto Nazionale di Statistica (ISTAT) - Elaboração gráfica da Wikipedia |